# دخان (كيمياء)

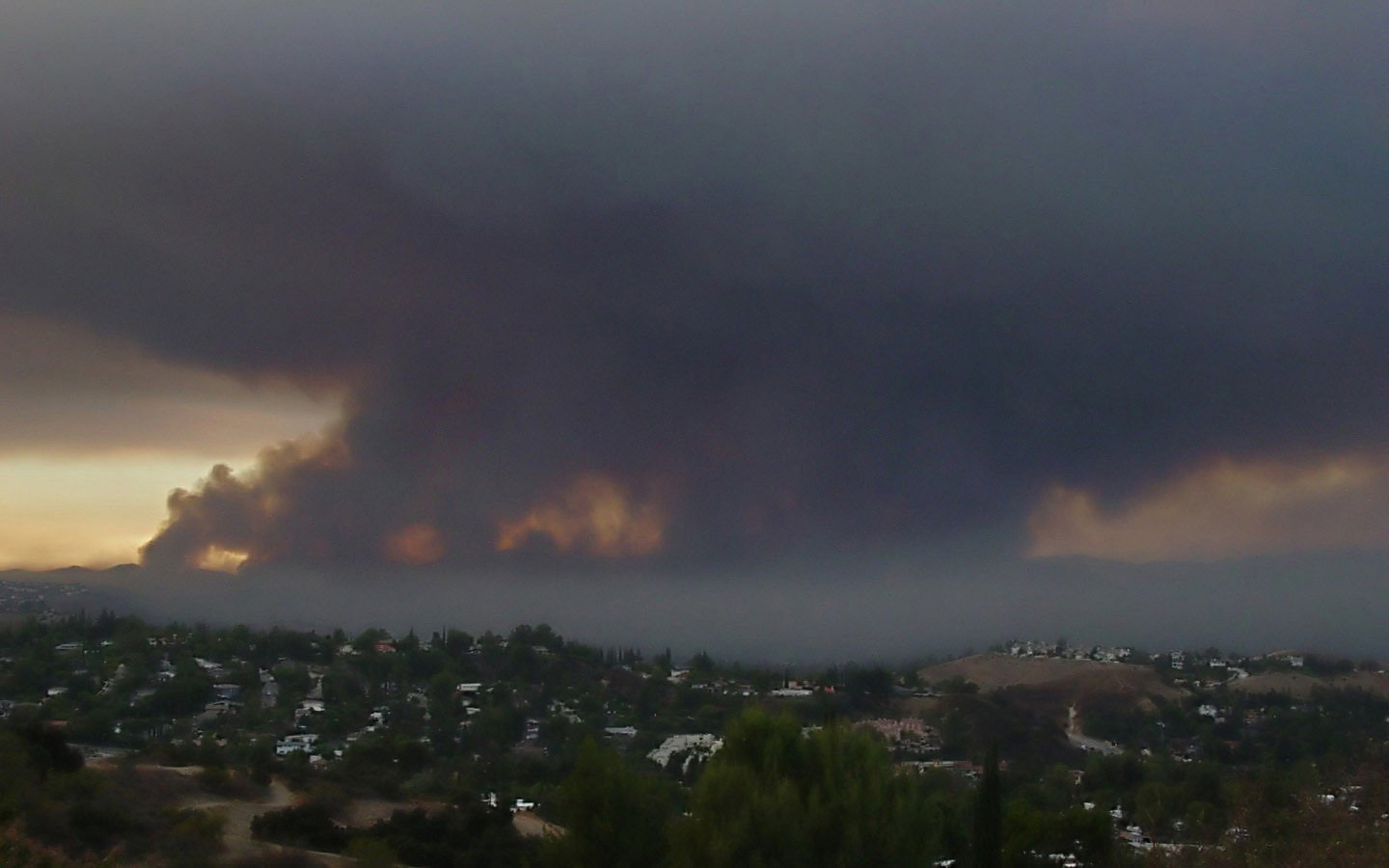
دخان ناتج عن حريق

الدُّخَانُ جزيئات صغيرة جدًّا تنتقل عبر الهواء، وتكون إمّا صلبة وإمّا سائلة وإمّا غازية. وتخرج عند تعرض المادة لعملية احتراق أو تبخر ولونه يكون رماديا أو أبيض أو أسود أو بلا لون وأحيانا قد يسبب شم الدخان الاختناق.